# توني هيرن
توني هيرن (بالإنجليزية: Tony Hearn)‏ هو لاعب دوري الرغبي أسترالي، ولد في 18 أغسطس 1969.